# Maysoon Pachachi
Maysoon Pachachi (nacida el 17 de septiembre de 1947) es una directora, montadora y productora de cine de origen iraquí. Estudió en Iraq, Estados Unidos y Gran Bretaña, y habla inglés, árabe, francés e italiano. Estudió Filosofía en el University College de Londres (BA Hons) y Cine con Thorold Dickinson en la Slade School of Art, donde fueron profesores visitantes Jean Renoir y Gillo Pontecorvo. Ha realizado documentales en Iraq, Irán, Palestina, Egipto, Siria y Líbano. Además de hacer películas, Maysoon ha enseñado dirección y montaje cinematográficos en Gran Bretaña, Irak y Palestina (en Jerusalén, Gaza y en la Universidad de Birzeit). Ahora vive en Gran Bretaña, donde cofundó Act Together: Women Against Sanctions and War on Iraq, un grupo de mujeres iraquíes y no iraquíes radicadas en el Reino Unido que se formó en el año 2000 para hacer campaña contra las sanciones económicas impuestas a Iraq. También hicieron campaña contra la invasión de Irak. En la actualidad, el grupo se centra en la ocupación y el apoyo a iniciativas independientes de mujeres de base en Irak.  También ha escrito artículos sobre su trabajo en Irak y Palestina para New Statesman  y The Guardian  entre otras publicaciones.
Tras el comienzo de la Guerra de Irak en 2004, cofundó con su colega Kasim Abid, también cineasta iraquí radicado en Londres, el Independent Film & Television College, un centro no gubernamental de formación cinematográfica gratuito en Bagdad . Ocho películas producidas por estudiantes de la universidad ganaron premios en festivales árabes e internacionales. Actualmente se desempeña como presidenta del consejo de administración del festival Shubbak de cultura árabe contemporánea.
Es hija del político iraquí Adnan Pachachi .
- Voces de Gaza (1989)
- Mujeres iraquíes: voces desde el exilio (1994)
- Viaje iraní (2000)
- Viviendo con el pasado: personas y monumentos en el Cairo medieval (2001)
- Agua amarga (2003)
- Regreso al país de las maravillas (2004)
- La vida después de la caída (2008)
- Nuestros sentimientos tomaron las fotos: Open Shutters Iraq (2008)